# Ileana Salvadorová
Ileana Salvadorová (* 16. ledna 1962, Noale) je bývalá italská atletka, která se věnovala sportovní chůzi.
Její specializací byla tehdejší chůze na 3 km (3000 metrů). Ta byla na přelomu osmdesátých a devadesátých let na programu HME a HMS. Třikrát v řadě získala na halovém mistrovství světa (Budapešť 1989, Sevilla 1991, Toronto 1993) bronzovou medaili. Třikrát v řadě vybojovala stříbrnou medaili na halovém mistrovství Evropy (Haag 1989, Glasgow 1990, Janov 1992). Pod širým nebem získala bronz v závodě na 10 km na evropském šampionátu ve Splitu 1990 a stříbro na světovém šampionátu ve Stuttgartu 1993.
V roce 1989 získala na světové letní univerziádě v Duisburgu zlatou medaili v chůzi na 5000 metrů.